# ピグマリオン効果
ピグマリオン効果（ピグマリオンこうか、英語: pygmalion effect）とは、教育心理学における心理的行動の1つで、教師が期待をかけると、学習者の成績が向上する傾向が見られるという作用である。別名として、教師期待効果（きょうしきたいこうか）、ローゼンタール効果（ローゼンタールこうか）などとも呼ばれている。
なお、ピグマリオン効果に否定的な者は、心理学用語でのバイアスである実験者効果（じっけんしゃこうか）の1種に過ぎないとする。ちなみに、ピグマリオン効果の反対に、教師が期待しないことによって学習者の成績が低下する傾向が見られる作用は、ゴーレム効果と呼ばれる。

## 由来
ピグマリオン効果については、ヒトは期待された通りに成果を出す傾向が有る事の現れとされ、1964年にアメリカ合衆国の教育心理学者ロバート・ローゼンタールによって実験された。ピグマリオンと言う名称は、ギリシャ神話を収録した古代ローマのオウィディウス『変身物語』（"Metamorphosen"、別な翻訳に『転身物語』とも）第10巻に登場するピュグマリオン王の恋焦がれた女性の彫像が、その願いに応えたアプロディテ神の力で人間化したという伝説に由来する。

## 動物におけるピグマリオン効果
1963年ローゼンタールとフォードが大学で心理学の実験で、学生たちにネズミを使った迷路実験をさせるに当たり、ネズミを渡す際に、一方のグループには「これはよく訓練された利巧な系統のネズミ」と説明して渡し、もう一方のグループには「これは全くのろまなネズミ」と説明して渡した。その2つのグループの間で実験結果に差異が見られた。前者のネズミを渡された学生達は、ネズミを丁寧に扱った。一方で、後者のネズミを渡された学生達は非常にぞんざいに扱った。そして、この2グループにおける、それぞれのネズミへの期待度の違いが、実験結果に反映されたとローゼンタールは考えた。このネズミによる実験を受けて、もしかすると、教師と学生の間の場合でも、同様の事態が起き得るのではないかとローゼンタールは考えた。

## ヒトにおけるピグマリオン効果
1964年春に、教育現場での実験として、サンフランシスコの小学校で、ハーバード式突発性学習能力予測テストと名付けた普通の知能テストを行ない、学級担任には、今後数ヶ月の間に成績が伸びてくる学習者を割り出すための検査であると説明した。しかし実際は、この時に実施した検査には何の意味も無い。なぜなら、実験施行者は、検査の結果とは無関係に、無作為に選ばれた児童の名簿を学級担任に見せて、この名簿に記載されている児童が、今後数ヶ月の間に成績が伸びる子供達だと伝えたからである。その後、学級担任は、成績が伸びると伝えられた子供達の成績は、検査されたのだから向上するだろうという期待を込めて、その子供達を見ていたら、確かに成績が向上していった。報告論文の主張では、成績が向上した理由としては、まず学級担任が子供達に対して、期待のこもった眼差しを向けていた点と、それに影響を受けて、子供達も期待されていると意識するため、成績が向上していったと主張した。この詳細がまとめられた報告書は、Rosenthal, R. & Jacobson, L.:"Pygmalion in the classroom",Holt, Rinehart & Winston 1968として刊行された。

## 各種の批判
ロバート・ローゼンタールによる実験の方法をめぐっては批判も有り、彼の論文が発表されて以降、激しい議論が続けられてきた。ロバート・ローゼンタールの実験に参加した教員は、実験の際に、名簿はざっと1回見ただけであると言い、挙句の果てに、名簿に記載された子供達の氏名は記憶していなかった。
さらに、スピッツの再実験においては、ピグマリオン効果は認められなかったと報告され、再現性が否定されたとする学者もいる。
ヒトにおけるピグマリオン効果では、教師によるえこひいきの問題や、カンニングなどのズルの問題と切り離せないとする学者もいる。
また、ピグマリオン効果は、教育にたずさわる者に対しての心得として説明される場合も有る。ただ所詮は、ピグマリオン効果は「教師が学習者に対して教える」という大雑把な構図に過ぎず、したがって、学習者が自ら学習を行っていくという視点が不足しているのではないかと言う者もいる。
教育経済学者の中室牧子（『「学力」の経済学』ディスカヴァー・トゥエンティワン 2015年 p.48）では“「あなたはやればできるのよ」などと言って、むやみやたらに子どもをほめると、実力の伴わないナルシストを育てることになりかねません。とくに、子どもの成績がよくないときはなおさらです”と批判した。ただし、この批判は、ほめてはいけない、ではなくて、適切な場面でほる事が重要だという意味である。

## 参考資料
- ロルフ・デーゲン 『フロイト先生のウソ』原題＝『Lexikon der Psycho-Irrtuemer』（心理学間違い事典） ISBN 4167651300
第1部 影響力のうそ - 第4章 能力開発 - 教師の期待が子供を伸ばす？
- 池谷裕二『自分では気づかない、ココロの盲点 完全版』2016年、講談社ブルーバックス、ISBN 978-4-06-257953-7、52ページ。